# Woliczno
Woliczno (deutsch Golz) ist ein Dorf in der Woiwodschaft Westpommern in Polen. Es gehört zur Gmina Drawsko Pomorskie (Stadt- und Landgemeinde Dramburg) im Powiat Drawski (Dramburger Kreis).

## Geographische Lage
Das Dorf liegt in Hinterpommern, etwa 80 km östlich von Stettin und etwa 5 km südwestlich der Kreisstadt Drawsko Pomorskie (Dramburg). 
Am nordwestlichen Ortsrand verläuft die Landesstraße 20, deren Verlauf hier der ehemaligen Reichsstraße 158 entspricht. Neben der Straße verlief früher die Bahnstrecke Alt Damerow–Trampke–Kashagen–Dramburg der Saatziger Kleinbahnen, die heute stillgelegt ist. 

## Geschichte
Bis 1945 bildete Golz eine Landgemeinde im Kreis Dramburg der Provinz Pommern. Die Gemeinde zählte im Jahre 1925 181 Einwohner, im Jahre 1933 173 Einwohner und im Jahre 1939 188 Einwohner. Zu der Gemeinde gehörten neben Golz selbst die beiden Wohnplätze Augustenhof und Golzer Mühle.
1945 kam Golz, wie ganz Hinterpommern, an Polen.

## Persönlichkeiten

### Söhne und Töchter des Ortes
- Adolf Stubenrauch (1855–1922), deutscher Archäologe und Restaurator, wirkte in Stettin

### Mit dem Ort verbunden
- Otto Wedig von Bonin (1724–1796), preußischer Landrat und Landesdirektor, erwarb 1790 das Gut Golz